# Ахлупы
Ахлупы — деревня в Палкинском районе Псковской области России. Входит в состав Новоуситовской волости.

## География
Деревня находится в западной части Псковской области, в зоне хвойно-широколиственных лесов, на юго-восточном берегу озера Чёрного, к северу от автодороги 58А-313, на расстоянии примерно 8 километров (по прямой) к юго-востоку от Палкина, административного центра района. Абсолютная высота — 42 метра над уровнем моря.

### Климат
Климат характеризуется как умеренно континентальный, влажный. Средняя многолетняя температура самого холодного месяца (января) составляет −7 °С, средняя температура самого тёплого (июля) — 17°С . Среднегодовое количество осадков — 700—750 мм, из которых большая часть выпадает в тёплый период. Снежный покров держится около 130 дней.

### Часовой пояс
Деревня Ахлупы, как и вся Псковская область, находится в часовой зоне МСК (московское время). Смещение применяемого времени относительно UTC составляет +3:00.

## Население
| 2001 | 2002 | 2010 | 2013 | 2014 | 2016 |
| ---- | ---- | ---- | ---- | ---- | ---- |
| 4    | ↘3   | ↘2   | →2   | ↘1   | →1   |

Согласно результатам переписи 2002 года, в национальной структуре населения русские составляли 67 %, белорусы — 33 %.